# Укротителят на коне
„Укротителят на коне“ (на шведски: Hästtämjaren) е картина от шведския художник и писател Гьоста Адриан-Нилсон от 1916 г.
Картината е нарисувана с маслени бои върху платно и е с размери 145 x 100,5 cm. Изображението се състои от динамични триъгълници и тъмни, приглушени цветове, бавно разкриващи образа на кон и ездач. В пейзажа се открояват единствено звездно небе и червена мълния. Картината е в стил кубизъм и представлява чудесно съчетание на кубизъм, футуризъм и експресионизъм, сливане на различни централноевропейски стилове, но същевременно представя свой собствен израз. Рисувана е по време на Първата световна война като извежда на преден план мъките на съвременна Европа.
Картината е част от колекцията на Музея на изкуството в Норшьопинг, Швеция от 1945 г., когато е закупена с помощта на фондация H Sandbergs. През ноември 2005 г. картината „Укротителят на коне“ е обявена за картина на месеца в Музея на изкуството в Норшьопинг.